# Pelastoneurus barracloughi
Pelastoneurus barracloughi är en tvåvingeart som beskrevs av Grichanov 2004. Pelastoneurus barracloughi ingår i släktet Pelastoneurus och familjen styltflugor. Inga underarter finns listade i Catalogue of Life.